# Albert Traeger
Albert Traeger (ur. 3 lutego 1892 w Łodzi, zm. 1 listopada 1953 w Poznaniu) – pułkownik kawalerii Wojska Polskiego, kawaler Orderu Virtuti Militari.

## Życiorys
Urodził się 3 lutego 1892 w Łodzi w rodzinie Gustawa Adolfa i Anny z domu Czapiewska. W 1912 w Moskwie uczęszczał do gimnazjum, a po jego ukończeniu otrzymał świadectwo dojrzałości. W tym samym roku wstąpił do Oficerskiej Szkoły Jazdy znajdującej się w Elizawetgradzie, którą ukończył w 1914. Podczas I wojny światowej pełnił służbę w 4 pułku ułanów charkowskich. Otrzymał awans na stopień sztabsrotmistrza.
W I Korpusie Polskim w Rosji dowodzonym przez generała Józefa Dowbor-Muśnickiego służył od 26 grudnia 1917 do 1 lutego 1918 organizując pułk. W 3 pułku ułanów pełnił obowiązki dowódcy szwadronu zapasowego. Przez bolszewików był w krótkim czasie więziony na moskiewskich Butyrkach. Po wyjściu z więzienia rozpoczął pracę w Moskwie w przedstawicielstwie Rady Regencyjnej. Pracując w Wydziale Konsularnym ułatwiał polskim oficerom, których ścigali bolszewicy, wydostanie się z Rosji do Polski.
15 stycznia 1919 przyjechał do Warszawy i wstąpił w szeregi Wojska Polskiego. Otrzymał skierowanie do Poznania w którym uczestniczył w formowaniu 1 pułku ułanów wielkopolskich, który później został przemianowany na 15 pułk ułanów. Po awansowaniu na stopień rotmistrza objął dowodzenie szwadronem, a później dyonem (I i II szwadron). W lipcu pełnił obowiązki zastępcy dowódcy pułku oraz p.o. oficera sztabowego.
24 maja 1920 podczas trwającej ofensywy armii bolszewickiej na Mińsk, podpułkownik Władysław Anders wydał rozkaz Traegerowi, żeby objął dowodzenie wydzielonym oddziałem 15 pułku ułanów i wykonał atak na brygadę dońskich kozaków, która zagrażała tyłom 6 Dywizji Piechoty. Traeger na czele 200 ułanów rozbił poszczególne oddziały brygady, spychając je na Wota i zmusił je, żeby złożyli broń. Podczas ataku zostało wziętych 500 jeńców, tyle samo koni, 8 ckm oraz tabory. Za czyn ten został odznaczony Krzyżem Srebrnym Orderu Virtuti Militari.
26 marca 1921 został zatwierdzony z dniem 1 kwietnia 1920 w stopniu majora, w kawalerii, w grupie oficerów byłych Korpusów Wschodnich i byłej armii rosyjskiej. Do stycznia 1928 pełnił obowiązki zastępcy dowódcy 15 pułku ułanów w Poznaniu. 12 kwietnia 1927 został mianowany na stopień podpułkownika ze starszeństwem z 1 stycznia 1927 roku i 7. lokatą w korpusie oficerów kawalerii. W styczniu 1928 został przeniesiony do 18 pułku ułanów w Bydgoszczy na stanowisko dowódcy pułku. Od 27 stycznia 1932 aż do wybuchu II wojny światowej pełnił służbę na stanowisku rejonowego inspektora koni w Lublinie. 25 września został przez wojska niemieckie wzięty do niewoli.
W 1945 został powołany w szeregi ludowego Wojska Polskiego i 21 grudnia otrzymał awans na stopień pułkownika. W 1946 przeniesiony został w stan spoczynku. Pochowany został na Cmentarzu Junikowskim w Poznaniu (pole 6 kwatera 8-10).
Żonaty z Zofią Semoff, mieli syna Jerzego Janusza.

## Ordery i odznaczenia
- Krzyż Srebrny Orderu Virtuti Militari nr 3901 – 30 czerwca 1921[8][1][9]
- Krzyż Walecznych trzykrotnie[10][1]
- Złoty Krzyż Zasługi – 19 marca 1937 „za zasługi w służbie wojskowej”[11][1]
- Złoty Medal „za Waleczność” Królestwa Serbów, Chorwatów i Słoweńców – 7 września 1923[12][13]
- Medal Zwycięstwa – 22 lipca 1925[14][13]